# Sukó (Rusia)
Sukó (del ruso: Сукко) es un seló del ókrug urbano de la ciudad-balneario de Anapa del krai de Krasnodar, en el sur de Rusia. Está situado junto a la desembocadura del río Sukó en la orilla nororiental del mar Negro, 12 km al sureste de la ciudad de Anapa y 128 km al oeste de Krasnodar. Tenía 3 156 habitantes en 2010.
Pertenece al municipio rural Supsejskoye.

## Lugares de interés
La población está enclavada en el valle del río Sukó, rodeada de las montañas del Cáucaso Occidental, en la zona de 300-400 m de altura, cubiertos de bosques en los que predominan los robles y las hayas. Al sur de Sukó se halla el zakáznik Bolshói Utrish. La localidad es una base turística de excursiones al valle. Dos kilómetros al norte se halla el complejo turístico Varvarovskaya Shchel.

## Galería

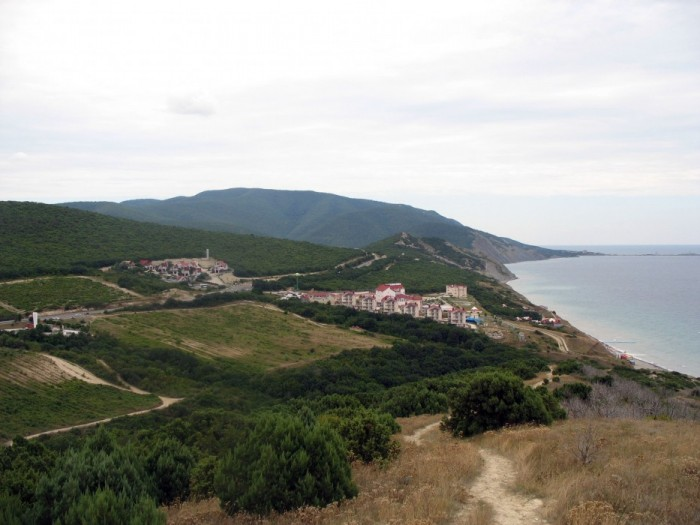
Vista de Varvarovskaya Shchel.
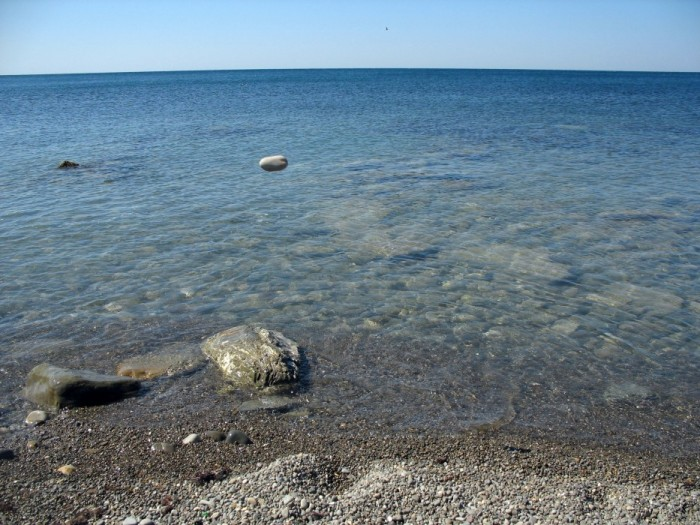
El mar Negro alrededor de Sukó.
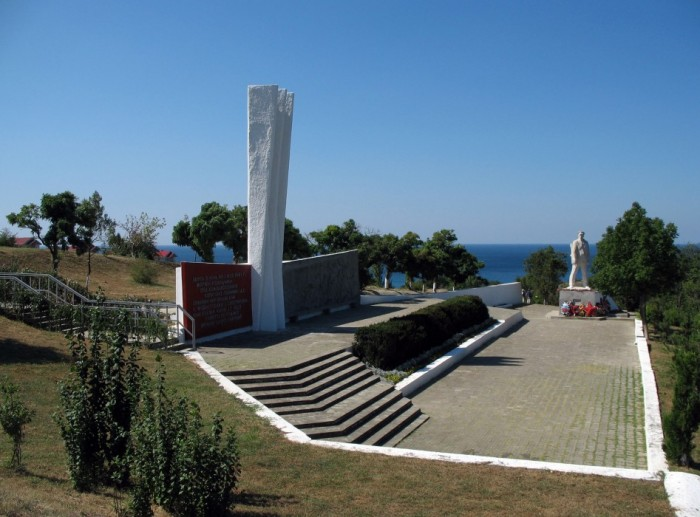
Monumento a la Gran Guerra Patria en Varvarovskaya Shchel.
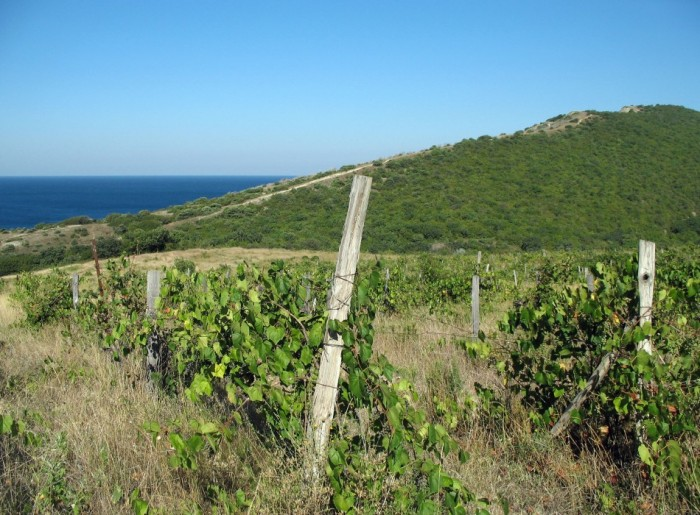
Viñedos en los alrededores de Sukó.
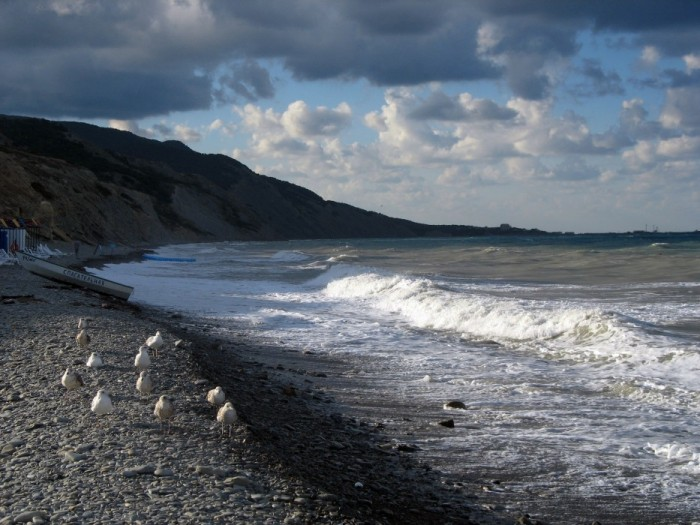
Playa de Varvarovskaya Shchel y cabo Bolshói Utrush.